# Tutte storie
Tutte storie è il sesto album di Eros Ramazzotti uscito il 19 aprile 1993.

## Descrizione
Il disco è stato prodotto da Piero Cassano e arrangiato da Celso Valli. Con circa 755.000 copie vendute nel corso dell'anno e 1.000.000 totali, è stato il terzo disco più venduto in Italia durante il 1993. L'album ha avuto successo anche a livello internazionale, arrivando a vendere complessivamente 5.000.000 di copie nel mondo. È il disco più rock come arrangiamenti e soli di chitarra del cantante romano ma contiene anche pezzi del classico stile pop.
La versione in lingua spagnola del disco, con il titolo Todo historias, ha venduto oltre 200.000 copie in Spagna. Il 27 luglio 1993 l'album è stato pubblicato anche negli Stati Uniti.
Per la canzone Cose della vita venne girato un videoclip dal regista Spike Lee.

## Tracce

### Tutte storie
1. Cose della vita – 4:48 (Eros Ramazzotti, Piero Cassano, Adelio Cogliati)
2. A mezza via – 5:48 (Eros Ramazzotti, Piero Cassano, Adelio Cogliati)
3. Un'altra te – 4:41 (Eros Ramazzotti, Piero Cassano, Adelio Cogliati)
4. Memorie – 5:24 (Eros Ramazzotti, Piero Cassano, Adelio Cogliati)
5. In compagnia – 4:43 (Eros Ramazzotti, Piero Cassano, Adelio Cogliati) – con Stefano Bozzetti
6. Un grosso no – 5:39 (Eros Ramazzotti, Piero Cassano, Adelio Cogliati)
7. Favola – 4:37 (Eros Ramazzotti, Piero Cassano, Adelio Cogliati)
8. Non c'è più fantasia – 3:52 (Eros Ramazzotti, Piero Cassano, Adelio Cogliati)
9. Nostalsong – 4:29 (Eros Ramazzotti, Piero Cassano, Adelio Cogliati)
10. Niente di male – 4:05 (Eros Ramazzotti, Piero Cassano, Adelio Cogliati)
11. Esodi – 4:37 (Eros Ramazzotti, Piero Cassano, Adelio Cogliati)
12. L'ultima rivoluzione – 4:17 (Eros Ramazzotti, Piero Cassano, Adelio Cogliati)
13. Silver e Missie – 4:31 (Eros Ramazzotti, Piero Cassano, Adelio Cogliati)

Durata totale: 61:31

### Todo historias
1. Cosas de la vida – 4:48 (Eros Ramazzotti, Piero Cassano, Adelio Cogliati)
2. A medio camino – 5:48 (Eros Ramazzotti, Piero Cassano, Adelio Cogliati)
3. Otra como tú – 4:41 (Eros Ramazzotti, Piero Cassano, Adelio Cogliati)
4. Recuerdos – 5:24 (Eros Ramazzotti, Piero Cassano, Adelio Cogliati)
5. En compañia – 4:43 (Eros Ramazzotti, Piero Cassano, Adelio Cogliati) – con Stefano Bozzetti
6. Un fuerte no – 5:39 (Eros Ramazzotti, Piero Cassano, Adelio Cogliati)
7. Fábula – 4:37 (Eros Ramazzotti, Piero Cassano, Adelio Cogliati)
8. Ya no hay fantasía – 3:52 (Eros Ramazzotti, Piero Cassano, Adelio Cogliati)
9. Nostalsong – 4:29 (Eros Ramazzotti, Piero Cassano, Adelio Cogliati)
10. Nada de malo – 4:05 (Eros Ramazzotti, Piero Cassano, Adelio Cogliati)
11. Éxodos – 4:37 (Eros Ramazzotti, Piero Cassano, Adelio Cogliati)
12. La última revolución – 4:17 (Eros Ramazzotti, Piero Cassano, Adelio Cogliati)
13. Silver y Missie – 4:31 (Eros Ramazzotti, Piero Cassano, Adelio Cogliati)

## Formazione
- Eros Ramazzotti – voce, chitarra acustica
- Jai Winding – pianoforte, organo Hammond (6, 9)
- Phil Palmer – chitarra elettrica (1-5, 7, 10, 11)
- Celso Valli – tastiera
- Luca Bignardi – programmazione
- Tony Levin – basso (2-5, 7-13)
- Steve Farris – chitarra elettrica (6, 8, 9, 12, 13)
- Steve Ferrone – batteria
- Luis Conte – percussioni (5, 6, 8, 10, 13)
- Neil Stubenhaus – basso (1, 6, 13)
- Brandon Fields – sax (9, 13)
- Aida Cooper, Antonella Pepe, Clydene Jackson-Edwards, Jim Gilstrap, Joe Pizzulo, Julia Waters, Luca Jurman, Myrna Matthews, Giancarlo Grand, Renzo Meneghinello, Ricky Nelson, Emanuela Cortesi, Moreno Ferrara, Beth Andersen, Maxi Anderson, Roy Gallaway – cori

## Classifiche

### Classifiche settimanali
| Classifica (1993-1994)  | Posizione massima |
| ----------------------- | ----------------- |
| Argentina               | 2                 |
| Austria                 | 1                 |
| Belgio                  | 1                 |
| Cile                    | 1                 |
| Danimarca               | 5                 |
| Europa                  | 1                 |
| Germania                | 3                 |
| Italia                  | 1                 |
| Islanda                 | 11                |
| Norvegia                | 5                 |
| Paesi Bassi             | 3                 |
| Portogallo              | 1                 |
| Spagna                  | 2                 |
| Stati Uniti (Latin)     | 15                |
| Stati Uniti (Latin Pop) | 8                 |
| Svezia                  | 4                 |
| Svizzera                | 1                 |

### Classifiche di fine anno
| Classifica (1993)   | Posizione |
| ------------------- | --------- |
| Argentina           | 6         |
| Austria             | 18        |
| Europa              | 7         |
| Germania            | 13        |
| Italia              | 3         |
| Spagna              | 13        |
| Svizzera            | 2         |
| Classifica (1994)   | Posizione |
| Europa              | 79        |
| Stati Uniti (Latin) | 48        |